# Bergtrollus dzimbowski
Bergtrollus dzimbowski là một loài của tardigrada.
Tên chi Bergtrollus (berg nghĩa là "núi" trong tiếng Na Uy, Đức, v.v.). Để vinh danh Hans-Jochen Dzimbowski.